# گز بافی
گز بافی یا گز بافی سیستان یکی از صنایع دستی سیستان است.
گز در واقع درختچه ای است که با طبیعت و زندگی مردم سیستان گره خورده و این گز تولید شیره انگبین داشته و از گلهای آن برای رنگرزی نخ‌ها جهت استفاده در قالی بافی و شال بافی استفاده می‌کردند. گز نماد پایداری وسرسبزی دشت سیستان است.

گز بافی سیستان

## گز بافی چیست؟
صنعتگران با ذوق و پرشور سیستان سعی می‌کردند که ارتباطی معقول و منطقی میان مردم سیستان و درختچه گز با طبیعت و محیط زیست برقرار کرده و نتیجه کار، هوشمندی‌ها و خلاقیت‌هایی است که در واقع از تجسم خلاق خودشان برای پاسخ به نیازهای واقعی زندگی بهره ببرند؛ بنابراین تلاش می‌شد که سبدهای زیبایی ساخته شود.
این سبدها در اشکال مختلف از ترکه‌های نازک درختان گز بافته می‌شد.

## نحوه بافت
شاخه‌های درختان گز به دلیل خشک بودن چند روز در آب خیسانده می‌شد تا قابلیت انعطاف‌پذیری خود را بازیابد و سپس بافنده کار خود را آغاز می‌کند و در نهایت انواع دست بافته‌های زیبای گزی با کاربردهای گوناگون مانند: نوبندک (نان بندک)، سود (سبد)، سبد حمل مرغ و خروس که در گویش سیستانی به آن شول گفته می‌شود بافته می‌شود.
هم چنین از این دسته بافته‌ها برای حمل نان، تخم مرغ، میوه جات، بعضی از غلات، شست و شوی برنج و غیره و برای ساخت «چپر» مورد استفاده قرار می‌گرفت.

## قدمت گز بافی
درخت گز در سیستان و بیشتر در حاشیه رودخانه یافت می‌شود که برای این صنعت در منطقه نمی‌توان تاریخچه دقیقی داد، زیرا قدمت آن بسیار زیاد است و منابع مکتوب در این زمینه وجود ندارد گز بافی یکی از زیر مجموعه‌های رشته حصیربافی است.
تاریخچه گزبافی در سیستان شاید به هزاره‌های قبل از میلاد برگردد زیرا در اکتشاف‌های شهرسوخته نمونه‌هایی از حصیربافی و گزبافی وجود داشته است به همین دلیل می‌توان قدمت شهر سوخته را برای آن محاسبه کرد.